# Microsoft Windows 3.0
Microsoft Windows 3.0 ist die dritte Version des von der Firma Microsoft entwickelten Windows. Im Gegensatz zu seinen Vorgängern wird es retronym als erstes Windows-Betriebssystem gesehen, obwohl es immer noch auf DOS aufbaut. Es begründete die Windows-3.x-Reihe der DOS-basierten Windows-Systeme. Sie wurde am 22. Mai 1990 als Betriebssystemerweiterung für MS-DOS und dazu kompatible DOS (etwa PC DOS) veröffentlicht.

## Geschichte

Eine frühe Entwicklerversion von Windows 3.00, diese weist noch eine starke Ähnlichkeit zum Vorgänger auf.

Im Sommer 1988 erhielt der Programmierer Murray Sargent von Microsoft die Aufgabe, einen mit dem 80286 kompatiblen DOS-Extender zu schreiben. Dieser sollte dazu dienen, Microsofts Debuggingprogramm CodeView außerhalb des konventionellen Speichers und damit frei von Einflüssen durch andere DOS-Anwendungen benutzen zu können. Sargent schrieb die dazu notwendigen Routinen zunächst in einem von ihm selbst entwickelten Debugger, um sie bei Fertigstellung in ein eigenes Programm auszulagern.
Ende Juni traf sich Murray mit dem Windows-Entwickler David Weise. Auf die Anmerkung, dass das damals neu erschienene Windows /286 mit der High Memory Area lediglich 64 kB mehr als normale DOS-Anwendungen nutzen könne, beschlossen beide, Windows im Schutzmodus (Protected Mode) laufen zu lassen, um ähnlich wie bei DOS-Extendern nicht länger auf den konventionellen Speicher beschränkt zu sein. Da Microsofts Augenmerk zu dieser Zeit auf OS/2 lag, hielten die beiden Entwickler das Projekt über einen Zeitraum von einem Monat geheim. Als die ersten Verwerfungen zwischen Microsoft und IBM bezüglich OS/2 entstanden, nutzte Weise die Chance und zeigte Steve Ballmer seine Fortschritte beim Windows-Projekt. Ballmer zeigte sich überzeugt und gab daraufhin die Entwicklung dieser Windows-Version offiziell in Auftrag.
Die ersten Informationen zu Windows 3.0 wurden Anfang 1989 bekannt. Das Speichermanagement, welches in früheren Versionen von Windows als ineffizient galt, sollte in der neuen Version stark verbessert werden. Die Benutzeroberfläche sollte verändert und dem Presentation Manager in OS/2 1.x angeglichen werden. Im Mai 1989 wurde eine erste Testversion an über 900 Hardwarehändler ausgeliefert. Weiterhin mitgelieferte Anwendungen waren der Editor und die Textverarbeitung Write.

## Neuerungen
Die grafische Benutzeroberfläche wurde in Windows 3.0 komplett überarbeitet und an den Presentation Manager angepasst. Das MS-DOS-Fenster, das in früheren Versionen von Windows nach dem Start erschien, wurde durch zwei Programme ersetzt. Der Programm-Manager erscheint direkt nach dem Start und enthält Verweise auf Programme, die auf dem Computer installiert sind, in Form von Icons. Diese Programme sind in sogenannten Programmgruppen gruppiert. Der Datei-Manager dient dem Verwalten von Dateien und Ordnern auf den Laufwerken des Computers. Dazu zeigt er in einem Fenster die Verzeichnisstruktur des Laufwerks. Durch einen Doppelklick auf ein einzelnes Verzeichnis öffnet sich ein neues Fenster, in dem alle Dateien innerhalb dieses Verzeichnisses aufgelistet werden. Durch Dateizuordnungen können Dateierweiterungen einem Programm zugeordnet werden, um diese Dateien direkt aus dem Datei-Manager heraus zu öffnen. Die Oberfläche selbst verwendet 3D-Schaltflächen, und Icons sind nicht mehr auf die Farben Schwarz und Weiß beschränkt, sondern können nun Farben beinhalten.
Die Installation von Windows findet nach dem ersten Neustart bereits unter der grafischen Benutzeroberfläche statt. Das Setup-Programm kann auch nach der Installation aufgerufen werden, um Einstellungen wie den Grafikmodus zu ändern, was in vorherigen Versionen noch ein komplettes Neuinstallieren von Windows erforderte. Während der Installation werden bereits installierte Anwendungen gesucht und automatisch Icons im Programm-Manager angelegt, sodass diese Programme direkt nach der Installation benutzt werden können.
War unter DOS ein Netzwerk installiert, wurde dies von Windows 3.0 während der Installation erkannt. Funktionen wie das Erstellen von Netzlaufwerken können von der grafischen Benutzeroberfläche durchgeführt werden, ohne zurück zum DOS-Prompt wechseln zu müssen. Windows 3.0 beinhaltet im Lieferumfang Unterstützung unter anderem für Novell NetWare, Banyan Vines, LAN Manager und 3Com 3+Share.
Windows 3.0 änderte die Systemsteuerung komplett. Bei ihr handelt es sich nun um ein Fenster ähnlich dem Programm-Manager, in dem Icons erscheinen. Diese Icons rufen bestimmte Fenster auf, die es ermöglichen, die Einstellungen von Windows anzupassen. Die Konfigurationsmöglichkeiten wurden deutlich erweitert, so bietet die GUI nun die Möglichkeit, ein Hintergrundbild auf dem Desktop darzustellen.
Das Zubehör wurde in Windows 3.0 erweitert. Das in früheren Versionen von Windows verwendete Zeichenprogramm Paint wurde durch Paintbrush ersetzt, welches erstmals Farbunterstützung bietet. Das neue Programm Rekorder ermöglicht das Aufzeichnen von Makros, welche aus Tastatur- und Mauskommandos bestehen. Diese können gespeichert und beliebig wiedergegeben werden. Mit Windows 3.0 hielt das neue, Hypertext-basiertes Hilfesystem WinHelp Einzug, in dem verschiedene Hilfethemen untereinander verlinkt sind. Lesezeichen können gesetzt werden, um Hilfeseiten später schneller wiederzufinden, und mit der eingebauten Suche kann nach bestimmten Begriffen im Hilfedokument gesucht werden. Der Rechner wurde um einen wissenschaftlichen Modus erweitert, der komplexere Berechnungen und die Umrechnung zwischen verschiedenen Zahlensystemen ermöglicht. Außerdem gab es die Spiele Microsoft Solitaire und Reversi.

## Architektur
Windows 3.0 wurde, im Unterschied zu seinem Vorgänger Windows 2.x, nicht in verschiedenen Versionen je nach Prozessortyp verkauft, sondern nur in einer einzigen Version für sämtliche Prozessortypen. Das Betriebssystem kann in drei verschiedenen Modi je nach Prozessortyp ausgeführt werden. Beim Start wird automatisch der für die jeweilige Computerkonfiguration optimale Modus ausgewählt; es ist jedoch möglich, auf der Befehlszeile mittels Parameter einen bestimmten Modus zu erzwingen.
Der Real-Modus dient hauptsächlich der Kompatibilität mit älteren Windows-Anwendungen. Er unterstützt zudem alte 8086-Prozessoren und Rechner mit weniger als einem Megabyte Arbeitsspeicher. Der Standard-Modus nutzt den Schutzmodus des 80286-Prozessors, um Arbeitsspeicher über 1 MB zu adressieren. Der Erweiterte Modus für 386-PCs benötigt einen 80386-Prozessor mit mindestens 2 MB Arbeitsspeicher. Ähnlich wie in Windows 2.x kann der virtual 8086 mode ausgenutzt werden, um MS-DOS-Programme unabhängig voneinander auszuführen. Windows 3.0 unterstützt auf einem 386-PC die Verwendung einer Auslagerungsdatei, um den nutzbaren Arbeitsspeicher zu erhöhen, indem die Festplatte als Zwischenspeicher genutzt wird. Zudem können Einstellungen zur Verteilung der Prozessorzeit in einem Menüpunkt 386 erweitert der Systemsteuerung getätigt werden.
Windows 3.0 verwendet für 16-Bit-Windowsanwendungen nur kooperatives Multitasking. Das liegt darin begründet, dass Windows 3.0 auch auf dem 8086-Prozessor laufen sollte, dem eine Memory Protection Unit fehlt. Zwar wäre präemptives Multitasking auch in Software umsetzbar gewesen, aber eine solche reine Softwarelösung hätte sehr viel Leistung erfordert und wäre auf einem 8086 entsprechend langsam geworden. Außerdem wäre es ohne Speicherschutz durch eine Memory Protection Unit für eine Anwendung möglich gewesen, den gesamten Speicher zu überschreiben, womit auch der Kernel keine Kontrolle über die Ressourcen mehr hätte zurückerhalten können.
Eine Ausnahme gibt es für MS-DOS-Programme und den erweiterten Modus (Enhanced Mode) von Windows 3.0. Diese laufen in einer virtualisierten Umgebung, die mithilfe der Virtual-8086-Mode-Einheit der CPU, die ab dem 80386 verfügbar ist, möglich wurde, weswegen für DOS-Anwendungen unter Windows 3.0 im erweiterten Modus präemptives Multitasking verwendet wird. Auf dem 8086 im Real Mode und dem 80286 im Standard Mode von Windows ist nur die Ausführung einer einzigen DOS-Anwendung zur gleichen Zeit möglich. Präemptives Multitasking wird hierfür nicht verwendet, sondern Taskswitching, d. h. eine DOS-Anwendung wird bei einem Kontextwechsel zu einer anderen DOS-Anwendung aus dem Speicher genommen und ihr Zustand auf der Festplatte zwischengespeichert, während die andere DOS-Anwendung neu gestartet oder, falls es eine bestehende DOS-Anwendung war, ihr Zustand wieder von der Festplatte geladen.

## Versionen

### Windows 3.0
Windows 3.0 wurde am 22. Mai 1990 veröffentlicht und bis 1992 vertrieben. In den ersten vier Monaten wurden eine Million Exemplare zu einem Preis von je 150 USD abgesetzt. Es ist das erste Windows, das VGA unterstützt, aber weiterhin Treiber für sehr alte XT-Rechner und deren Grafikstandards mitliefert.

### Windows 3.00a
Windows 3.00a wurde am 31. Oktober 1990 veröffentlicht. Diese Version diente einzig und allein der Behebung zahlreicher Programmfehler, ansonsten gibt es keine Änderungen zu Windows 3.0.

### Windows 3.0 mit Multimedia Extensions 1.0 (Windows 3.00a, Oktober 1991)
Ende 1991 veröffentlicht, ist es das erste Windows überhaupt, das in der Lage ist, Soundkarten anzusprechen. Im Grunde handelt es sich jedoch nur um ein überarbeitetes Windows 3.0. Der Real-Mode und die Unterstützung für 8086-Prozessoren fielen weg. Hinzugekommen sind:
- Medienwiedergabe; zum Abspielen von WAVE- und MIDI-Dateien.
- Sound Recorder; zum Aufnehmen von Tonspuren im WAVE-Format
- Ein CD-Player
- Eine erweiterte Uhr, die zu programmierten Zeitpunkten Signale abspielen kann.
- Bildschirmschoner; zu den bekanntesten zählt „Starfield“, der vorbeihuschende Sterne bei einem Flug durch das All simuliert.

Diese Windows-Version wurde ausschließlich auf CD-ROM vertrieben (als erstes Windows überhaupt) und war nicht weit verbreitet, da Multimedia-PCs (Rechner mit CD-ROM-Laufwerken und Soundkarte mit MIDI-Schnittstelle) damals sehr teure Geräte waren. Die übrigen Hardware-Voraussetzungen mit mindestens 10 MHz 286er-Prozessor, 2 MB RAM und 30 MB Festplatte entsprechen dem damaligen Technikstand, dazu ein PC-kompatibles DOS ab MS-DOS 3.1 (oder ein kompatibles Betriebssystem, wie PC DOS ab Version 3.1 oder das damals weit verbreitete DR DOS) benötigt.

## Systemvoraussetzungen
Die Systemvoraussetzungen des Systems sind vom jeweiligen Modus abhängig. Die absolute Mindestvoraussetzung, um das Betriebssystem im Real-Modus zu starten, war ein Intel 8088/8086 und 384 kB freier Arbeitsspeicher. Der Standardmodus setzte einen 80286-Prozessor mit 192 kB freiem Extended Memory (XMS) voraus, dazu musste der auch mit Windows 3.0 mitgelieferte DOS-Treiber HIMEM.SYS geladen sein. Um Windows in erweiterten Modus für i386-PCs zu starten, war ein 80386 mit 1 MB freiem erweiterten Speicher notwendig. Dabei ist zu beachten, dass die Angaben zum Arbeitsspeicher gerundet sind; die eigentlichen Speichervoraussetzungen des Betriebssystems hängen von der jeweiligen Konfiguration ab und sind nicht fest definiert.
Windows 3.0 wurde sowohl auf 5,25″- als auch auf 3,5″-Disketten ausgeliefert. Im ersten Fall befanden sich fünf 1,2-MB-Disketten im Lieferumfang, im zweiten Fall sieben 720-kB-Disketten.

## Resonanz
Windows 3.0 brachte für Microsoft den Durchbruch. Nach der Veröffentlichung gaben 72 Prozent aller Unternehmen bekannt, Windows 3.0 einsetzen zu wollen. Da zahlreiche Entwickler zwischenzeitlich Anwendungsprogramme für Windows bereitstellten, gab es zum Zeitpunkt der Veröffentlichung ausreichend Anreize, auf die grafische Benutzeroberfläche umzusteigen. In den ersten sechs Monaten wurden drei Millionen Kopien des Betriebssystems verkauft.
Es gab aber auch Kritik. Bereits der Installationsprozess erhielt Kritik, da er schlecht durchdacht sei, die meisten Disketten müssten während der Installation mehrmals eingelegt werden. Zwar sei Windows 3.0 auch auf einem IBM XT lauffähig, ein sinnvoller Einsatz sei aber erst mit einem 286-Computer möglich.